# Список награждённых орденом Ленина в 1949 году
Список награждённых орденом Ленина в 1949 году.
В их числе одновременно получившие звания Герой Советского Союза и Герой Социалистического Труда.
Постановлениями Президиума Верховного Совета СССР от:

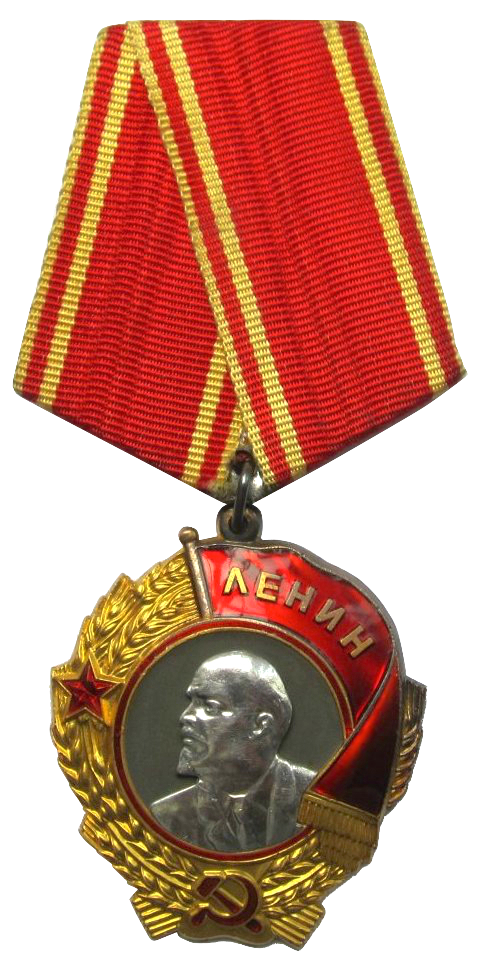
Орден Ленина четвёртого типа (1943—1991)

## Январь

### 14 января
- О награждении Главного конструктора авиационной промышленности генерал-лейтенанта инженерно-авиационной службы Туполева А. Н.

- В связи с 60-летием со дня рождения и 40-летием деятельности в авиации и отмечая «заслуги в деле создания и развития Советской авиации», награждён:

- Главный конструктор авиационной промышленности генерал-лейтенант ннженерно-авиацнонной службы Туполев, Андрей Николаевич

### 15 января
- О награждении министра государственного контроля СССР тов. Мехлиса Л. З.

- В связи с 60-летием со дня рождения и принимая во внимание «серьёзные заслуги перед партией и советским народом», награждён:

- министр государственного контроля СССР тов. Мехлис, Лев Захарович

### 19 января
- О награждении Донецкого содового завода имени В. И. Ленина Министерства химической промышленности

- За «успешное выполнение заданий правительства в деле восстановления и освоения мощностей по содовому производству и в связи с исполнившимся 50-летним юбилеем», награждён:

- Государственный союзный Донецкий содовыЙ завод имени В. И. Ленина

### 21 января
- О награждении Председателя Президиума Верховного Совета Литовской ССР тов. Палецкиса Ю. И.

- За «большие заслуги в деле социалистического строительства Литовской ССР», в связи с 50-летием со дня рождения, награждён:

- Председатель Президиума Верховного Совета Литовской ССР Палецкис, Юстас Игнович

- О награждении орденами и медалями работников сельского хозяйства Грузинской ССР

- За «успешную работу по выведению новой высокопродуктивной, мясо-шерстной грузинской породы овец», награждён:

- Натрошвили, Арчил Георгиевич — кандидат сельскохозяйственных наук, заведующий отделом овцеводства Грузинского научно-исследовательского института животноводства, автор вновь выведенной грузинской породы овец

### 25 января
- О награждении орденами и медалями работников содовой промышлейности и строителей Министерства химической промышленности

- За «успешное выполнение заданий правительства по восстановлению и развитию содовых предприятий Министерства химической промышленности», награждены:

1. Васильев, Максим Кондратьевич — плавильщик цеха каустической соды Донецкого содового завода им. В. И. Денина
2. Друзь, Николай Васильевич — аппаратчик Славянского содового комбината
3. Лобанов, Семён Яковлевич — мастер отделения известковых печей Березниковского содового завода
4. Лозбень, Иван Феофанович — директор Славянского содового комбината
5. Ляпин, Георгий Иосифович — бригадир слесарей Донецкого содового завода им. В. И. Ленина
6. Минитон, Евгений Иванович — директор Михайловского содового комбината
7. Михайлов, Иван Иванович — машинист Донецкого содового завода им. В. И. Ленина
8. Ниженец, Прокофий Михайлович — директор Березниковского содового завода
9. Перерва, Фёдор Андреевич — котельщик Березниковского монтажного управления
10. Постолатьев, Яков Григорьевич — слесарь Донецкого монтажного управления
11. Сельман, Михаил Борисович — начальник цеха кальцинированной соды Донецкого содового завода им. В. И. Ленина
12. Тараканов, Виктор Афанасьевич — начальник цеха кальцсоды Березниковского содового завода
13. Чернышков, Михаил Иванович — начальник Главхимпромстроя

### 29 января
- О награждении Цинандальского виноградарского совхоза Самтреста Министерства пищевой промышленности СССР

- За «выдающиеся заслуги в области развития виноградарства и качественного виноделия», в связи с 60-летием со дня основания, награждён:

- Цинандальский виноградарский совхоз Самтреста Министерства пищевой промышленности СССР

- О награждении орденами и медалями работников Цинандальского виноградарского совхоза Самтреста Министерства пищевой промышленности СССР

- В связи с 60-летием со дня основания Цинандальского виноградарского совхоза Самтреста Министерства пищевой промышленности СССР и «за успешную работу в области развития виноградарства и качественного виноделия», награждены:

1. Ахмодишвили, Александр Георгиевич — рабочий винподвала совхоза Цинандали
2. Азарашвили, Павел Багратович — бывший управляющий Самтрестом
3. Болнвадзе, Иосиф Давидович — главный агроном совхоза Цинандали
4. Сехниашвили, Георгий Саввич — секретарь Телавского РК КП(б) Грузии
5. Сохадзе Пётр Георгиевич — управляющий Самтрестом
6. Хуцаидзе, Захарий Александрович — рабочий виноградарь совхоза Цинандали
7. Чарквиани, Иона Ермолаевич — директор совхоза Цинандали

- О награждении орденами и медалями работников Винодельческого завода № 1 Комбината «Массандра» Министерства пищевой промышленности СССР

- За «долголетнюю и успешную работу на заводе № 1 комбината „Массандра“ и в Крымском виноделии», в связи с 50-летием со дня основания завода № 1 комбината «Массандра», награждены:

1. Джанов, Пётр Родионович — старший виноградарь заводоуправления «Массандра»
2. Соболев, Николай Константинович — директор комбината «Массандра»
3. Фёдоров, Иван Васильевич — старший винодел завода № 2 винкомбината «Массандра»

## Февраль

### 7 февраля
- О награждении орденами и медалями рабочих, колхозников, инженерно-технических работников и служащих, отличившихся на строительстве Кубань-Егорлыкской оросительной системы в Ставропольском крае

- В «связи с успешным окончанием строительства и пуском первой очереди Кубань-Егорлыкской оросительной системы (Невинномысского канала)», награждены:

1. Баранов, Алексей Алексеевич — председатель исполкома Ставропольского краевого Совета депутатов трудящихся
2. Барсов, Сергей Григорьевич — бригадир арматурщиков 1-го строительного участка
3. Бойцов, Иван Павлович — первый секретарь крайкома ВКП(б)
4. Бочкин, Андрей Ефимович — начальник Управления строительства Невинномысского канала
5. Каменев, Пётр Николаевич — секретарь Ново-Александровского райкома ВКП(б), ранее работавший парторгом строительства канала
6. Ковшов, Алексей Васильевич — бригадир арматурщиков 4-го строительного участка
7. Островский, Абрам Моисеевич — главный инженер строительства Невинномысского канала
8. Попов, Алексей Степанович — проходчик-крепильщик тоннеля третьего строительного участка
9. Шадрин, Василий Автономович — бывший председатель исполкома Ставропольского краевого Совета депутатов трудящихся

- О награждении орденами и медалями офицеров, сержантов, солдат и вольнонаёмного состава Краснознамённого имени А. В. Александрова ансамбля песни и пляски Советской Армии

- За «заслуги в развитии советского искусства» и в связи с 20-летием Краснознамённого имени А. В. Александрова ансамбля песни и пляски Советской Армии, награждены:

1. Александров, Борис Александрович
2. Максимов, Василий Данилович

### 8 февраля
- О награждении Николаевского судостроительного завода имени Андре Марти Министерства судостроительной промышленности

- За «успешное выполнение заданий правительства» и в связи с 50-летием завода награждён:

- Николаевский судостроительный завод имени Андре Марти Министерства судостроительной промышленности

- О награждении орденами и медалями рабочих, инженерно-технических работников и служащих Николаевского судостроительного завода имени Андре Марти Министерства судостроительной промышленности и работников строительно-монтажных организаций Министерства строительства военных и военно-морских предприятий

- За «успешное выполнение заданий правительства» и в связи с 50-летием Николаевского судостроительного завода имени Андре Марти Министерства судостроительной промышленности, награждены:

1. Анисимов, Николай Фомич — мастер
2. Золотухин, Павел Дмитриевич — строитель
3. Захаров, Иван Васильевич — бригадир монтажников строительства
4. Проценко, Фирс Захарович — слесарь
5. инженер-полковник Самарин, Александр Васильевич — директор завода
6. Стеценко, Иван Яковлевич — мастер
7. Чеканов, Александр Михайлович — парторг ЦК ВКП(б) завода

- О награждении орденами и медалями работников Енисейского промышленного комбината

- За «успешное выполнение заданий Правительства по строительству Енисейского промышленного комбината и достигнутые успехи по выполнению производственных планов», награждены:

1. Агафонов, Сергей Павлович — начальник строительства цехов
2. Анисимов, Леонид Иванович — начальник строительных работ
3. Береснев, Иван Симонович — главный инженер комбината
4. Васин, Константин Дмитриевич — заместитель начальника комбината
5. Верёвкин, Аркадий Фёдорович — начальник участка рудника
6. Глазунов, Всеволод Николаевич — главный механик рудоуправления
7. Ермилов, Борис Фёдорович — начальник монтажных работ металлоконструкций
8. Жмыхов, Иван Максимович — начальник отделения строительства
9. Зверев, Владимир Степанович — начальник комбината
10. Логинов, Алексей Борисович — начальник фабрик
11. Мамулов, Степан Соломонович ≠
12. Михно, Яков Кириллович — начальник отделения строительства
13. Панюков, Александр Алексеевич — бывший начальник комбината
14. Угланов, Василий Алексеевич — котельщик цеха металлоконструкций
15. Шишкин, Фёдор Тимофеевич — крепильщик шахты

### 10 февраля
- О присвоении звания Героя Социалистического Труда передовикам сельского хозяйства Краснодарского края

- За получение высоких урожаев пшеницы и подсолнечника награждены:

1. Бондаренко, Антонина Петровна — звеньевая колхоза им. Иванова Архангельского района
2. Брагина, Мария Ивановна — звеньевая колхоза им. Сталина Тихорецкого района
3. Гончаров, Фёдор Прокофьевич — председатель колхоза «Комсомолец» Павловского района
4. Дибров, Василий Антонович — агроном колхоза «Комсомолец» Павловского района
5. Дубина, Николай Фёдорович — звеньевой колхоза им. Калинина Павловского района
6. Копылова, Анна Петровна — звеньевая колхоза «Путь к социализму» Архангельского района
7. Коротких, Вера Алексеевна — звеньевая колхоза им. Кагановича Ново-Титаровского района
8. Куркина, Лидия Николаевна — звеньевая колхоза «Комсомолец» Павловского района
9. Ланко, Раиса Игнатьевна — звеньевая колхоза им. Чапаева Старо-Минского района
10. Михайлюта, Николай Ефимович — бригадир колхоза «Комсомолец» Павловского района
11. Надеина, Любовь Ивановна — звеньевая колхоза им. Фастовца Тихорецкого района
12. Пернакий, Антон Фёдорович — председатель колхоза им. Калинина Павловского района
13. Сергиенко, Филипп Степанович — бригадир колхоза им. Калинина Павловского района
14. Соколян, Захар Фёдорович — звеньевой колхоза им. Чапаева Старо-Минского района
15. Стратиенко, Пётр Никитович — агроном колхоза им. Калинина Павловского района
16. Толстых, Мария Павловна — звеньевая колхоза им. Кагановича Ново-Титаровского района
17. Чернявская, Валентина Степановна — звеньевая колхоза им. Кагановича Ново-Титаровского района

- О награждении Государственного золотопромышленного комбината «Берёзовзолото»

- За «успешное выполнение заданий Правительства по добыче золота», в связи с 200-летием существования Берёзовских золотых рудников, награждён:

- Государственный золотопромышленный комбинат «Берёзовзолото»

- О награждении орденами и медалями работников комбината «Берёзовзолото» Специального главного управления МВД СССР

- За «успешное выполнение заданий Правительства по добыче золота», в связи с 200-летием существования Берёзовских золотых рудников, награждены:

1. Засыпкин, Пётр Федорович — забойщик Старательского рудника
2. Овчинников, Евсей Яковлевич — забойщик Старательского рудника
3. Сухоруков, Павла Андрианович — забойщик Старательского рудника
4. Умных, Павел Константинович — крепильщик Старательского рудника

### 11 февраля
- О присвоении звания Героя Социалистического Труда работникам совхозов Министерства совхозов СССР по Краснодарскому краю

- За получение высоких урожаев пшеницы, награждены:

1. Баштовая, Наталья Григорьевна — звеньевая зернового совхоза «Староминский»
2. Бештак, Татьяна Кирилловна — звеньевая зернового совхоза «Тихорецкий»
3. Букварёва, Матрёна Амвросимовна — звеньевая зернового совхоза «Приазовский»
4. Дереза, Марина Сергеевна — звеньевая свиноводческого совхоза «Соревнование»
5. Кирющенко, Елена Никитична — звеньевая зернового совхоза «Тихорецкий»
6. Коноплёв, Пётр Тимофеевич — директор зернового совхоза «Тихорецкий»
7. Кравченко, Вера Фёдоровна — звеньевая зернового совхоза «Крапоткинский»
8. Кудинов, Иван Карпович — тракторист зернового совхоза «Тихорецкий»
9. Леонтьева, Мария Ильинична — звеньевая зернового совхоза «Тихорецкий»
10. Макогон, Сергей Иванович — управляющий отделением зернового совхоза «Тихорецкий»
11. Малеева, Инна Михайловна — звеньевая зернового совхоза «Тихорецкий»
12. Передистова, Пелагея Ивановна — звеньевая зернового совхоза «Тихорецкий»
13. Попов, Тимофей Николаевич — звеньевой зернового совхоза «Крапоткинский»
14. Применко, Евдокия Ивановна — звеньевая зернового совхоза «Приазовский»
15. Сысоева, Анна Яковлевна — звеньевая зернового совхоза «Тихорецкий»
16. Твердохлеб, Никанор Савватьевич — старший агроном зернового совхоза «Тихорецкий»
17. Ткачёв, Егор Григорьевич — тракторист зернового совхоза «Тихорецкий»
18. Фесай, Василий Прокофьевич — управляющий отделением зернового совхоза «Тихорецкий»
19. Худовердов, Лев Львович — директор зернового совхоза «Приазовский»
20. Шестак, Филипп Петрович — агроном отделения зернового совхоза «Тихорецкий»
21. Ярисова, Мария Никаноровна — звеньевая зернового совхоза «Крапоткинский»

- О награждении орденами и медалями работников совхозов Министерства совхозов СССР по Краснодарскому краю

- За получение высоких урожаев пшеницы и подсолнечника награждены:

1. Белова, Матрёна Яковлевна — звеньевая зернового совхоза «Кубанский»
2. Воробьёва, Клавдия Ивановна — звеньевая свиноводческого совхоза «Красноармеец»
3. Гладкая, Мария Дмитриевна — звеньевая молочно-мясного совхоза «Тимашевский»
4. Глущенко, Анна Максимовна — звеньевая зернового совхоза «Приазовский»
5. Евтух, Надежда Игнатьевна — звеньевая зернового совхоза «Кубанский»
6. Ефименко, Константин Андреевич — управляющий отделением семеноводческого совхоза им. Калинина
7. Завезён, Карп Григорьевич — бригадир тракторной бригады зернового совхоза «Приазовский»
8. Кирилихина, Евдокия Федотьевна — звеньевая зернового совхоза «Кубанский»
9. Конькова, Софья Акимовна — звеньевая свиноводческого совхоза «Соревнование»
10. Куликовская, Фёклу Ивановна — звеньевая зернового совхоза «Кубанский»
11. Леонов, Николай Александрович — старший механик зернового совхоза «Приазовский»
12. Литвинова, Пелагея Андреевна — звеньевая молочно-мясного совхоза «Тимашевский»
13. Лымарь, Иван Яковлевич — бригадир тракторной бригады свиноводческого совхоза «Красноармеец»
14. Маслова, Анна Николаевна — звеньевая свиноводческого совхоза «Красноармеец»
15. Мозговой, Дмитрий Акимович — управляющий отделением зернового совхоза «Приазовский»
16. Момотова, Дарья Кирилловна — звеньевая зернового совхоза «Тихорецкий»
17. Окороков, Фёдор Гаврилович — тракторист зернового совхоза «Тихорецкий»
18. Падий, Анна Андреевна — звеньевая зернового совхоза «Кубанский»
19. Ралдугин, Василий Митрофанович — агроном отделения свиноводческого совхоза «Красноармеец»
20. Рыженков, Иван Иванович — бригадир тракторной бригады зернового совхоза «Крапоткинский»
21. Саклакова, Александра Никаноровна — звеньевая зернового совхоза «Крапоткинский»
22. Супрун, Марфа Михайловна — рабочая звена свиноводческого совхоза «Соревнование»
23. Татарников, Василий Степанович — тракторист зернового совхоза «Крапоткинский»
24. Угнивенко, Григорий Захарович — тракторист зернового совхоза «Крапоткинский»
25. Чернецов, Виктор Павлович — звеньевой зернового совхоза «Крапоткинский»
26. Шульмина, Надежда Ивановна — звеньевая свиноводческого совхоза «Красноармеец»
27. Юревиц, Эрнест Юрьевич — агроном отделения зернового совхоза «Тихорецкий»
28. Яицкая, Нина Егоровна — звеньевая свиноводческого совхоза «Пролетарий»
29. Яковлев, Константин Тарасович — бригадир тракторной бригады семеноводческого совхоза им. Калинина
30. Ященко, Екатерина Ивановна — звеньевая семеноводческого совхоза им. Калинина

### 16 февраля
- О награждении почётного академика Гамалея Н. Ф.

- За «выдающиеся заслуги в области микробиологии и борьбы с инфекционными заболеваниями » в связи с 90-летием со дня рождения и 60-летием научной, педагогической и общественной деятельности награждён:

- почётный академик Гамалея, Николай Фёдорович

### 20 февраля
- О награждении композитора Ревуцкого Л. Н.

- За «выдающиеся заслуги в деле развития украинской советской музыкальной культуры» в связи с 60-летием со дня рождения, награждён:

- композитор Ревуцкий, Лев Николаевич

### 21 февраля
- О присвоении звания Героя Социалистического Труда передовикам сельского хозяйства Красноярского края

- За получение высоких урожаев пшеницы награждены:

1. Басенко, Григорий Филимонович — бригадир тракторной бригады Больше-Уримской МТС
2. Василягин, Григорий Моисеевич — бригадир колхоза «10 Октябрь» Баградского района
3. Дорошенко, Фёдор Степанович — бригадир тракторной бригады Баградской МТС
4. Дятлов, Яков Степанович — звеньевой колхоза «Новый путь» Канского района
5. Евсеенко, Степан Максимович — звеньевой колхоза им. Кирова Усть-Абаканского района
6. Захаренко, Екатерина Аверьяновна — звеньевая колхоза «Заветы Ильича» Канского района
7. Звягинцев, Иван Алексеевич — председатель колхоза им. Калинина Уярского района
8. Зоркин, Тимофей Васильевич — бригадир тракторной бригады Больше-Уринской МТС
9. Кобцев, Николай Макарович — звеньевой колхоза «Труженик» Минусинского района
10. Колескина, Алевтина Ивановна — звеньевая колхоза «Труженик» Минусинского района
11. Кузнецов, Иван Фёдорович — звеньевой колхоза «Новая Жизнь» Баградского района
12. Лисотин, Иван Иннокентьевич — бригадир колхоза «Путь Ильича» Минусинского района
13. Манылов, Василий Маркелович — звеньевой колхоза Заветы Ильича" Канского района
14. Мараев, Павел Семёнович — звеньевой колхоза «Труженик» Минусинского района
15. Павлов, Александр Евстигнеевич — участковый механик Больше-Уринской МТС
16. Плотников, Сергей Васильевич — председатель колхоза «15 лет РККА» Минусинского района
17. Попова, Ирена Ольгердовна — агроном колхоза «Заветы Ильича» Канского района
18. Сенчук, Иван Ануфриевич — звеньевой колхоза «Новый путь» Канского района
19. Сергеев, Пётр Федосеевич — бригадир колхоза «15 лет РККА» Минусинского района
20. Ситяев, Алексей Семёнович — звеньевой колхоза «10 Октябрь» Баградского района
21. Стальмак, Кузьма Филиппович — звеньевой колхоза «1 мая» Усть-Абаканского района
22. Сыченко, Иван Логинович — бригадир тракторной бригады Щетинкинской МТС
23. Тимошин, Пётр Акимович — бригадир колхоза им. Калинина Уярского района
24. Третьякова, Екатерина Степановна — звеньевая колхоза «Новая жизнь» Минусинского района
25. Трубина, Прасковья Васильевна — звеньевая колхоза им. Красных партизан Курагинского района
26. Шамрай, Сидор Михайлович — звеньевой колхоза «Новый путь» Канского района

### 25 февраля
- О присвоении звания Героя Социалистического Труда передовикам сельского хозяйства Кемеровской области

- За получение высоких урожаев пшеницы, ржи и картофеля награждены:

1. Акимочкин, Степан Дмитриевич — бригадир колхоза «Искра» Ленинск-Кузнецкого района
2. Алимов, Михаил Филиппович — звеньевой колхоза «Искра» Ленинск-Кузнецкого района
3. Анисимова, Татьяна Фёдоровна — звеньевая колхоза «Динамо» Ведовского района
4. Баулин, Анатолий Иванович — звеньевой колхоза «Заветы Ленина» Кемеровского района
5. Вербная, Мария Ивановна — звеньевая колхоза «Искра» Ленинск-Кузнецкого района
6. Веселов, Иван Иванович — бригадир колхоза «Ударник полей» Промышленновского района
7. Денисенко, Иван Парфёнович — председатель колхоза «Искра» Ленинск-Кузнецкого района
8. Долбня, Матрёна Борисовна — звеньевая колхоза «Ударник полей» Промышленновского района
9. Долбня, Мария Моисеевна — звеньевая колхоза «Ударник полей» Промышленновского района
10. Евтушенко, Михаил Яковлевич — тракторист Прокопьевской МТС
11. Ермолов, Анатолий Никанорович — председатель колхоза «Ударник полей» Промышленновского района ≠
12. Жалдыба, Алексей Артемьевич — бригадир тракторной бригады Судженской МТС
13. Иванов, Константин Константинович — звеньевой колхоза «Ударник полей» Промышленновского района
14. Карпенцева, Елизавета Дмитриевна — звеньевая колхоза «Искра» Ленинск-Кузнецкого района
15. Карпенцев, Иван Александрович — бригадир колхоза «Искра» Ленинск-Кузнецкого района
16. Кириллов, Василий Яковлевич — председатель колхоза им. Ворошилова Прокопьевского района
17. Колупаев, Николай Спиридонович — тракторист Прокопьевского МТС
18. Котов, Дмитрий Григорьевич — старший агроном Судженской МТС
19. Кошкина, Александра Егоровна — звеньевая колхоза «Красный партизан» Прокопьевского района
20. Кузнецов, Михаил Иванович — бригадир колхоза «Пятилетка в 4 года» Кузнецкого района
21. Лебедева, Любовь Васильевна — звеньевая колхоза «Ударник полей» Промышленновского района
22. Лень, Иван Афанасьевич — звеньевой колхоза им. Ворошилова Прокопьевского района
23. Мануйленко, Евдокия Васильевна — звеньевая колхоза «Искра» Ленинск-Кузнецкого района
24. Мухарев, Александр Максимович — бригадир тракторной бригады Прокопьевской МТС
25. Петров, Леонид Фролович — бригадир колхоза «Путь новой жизни» Мариинского района
26. Пономарёв, Фёдор Федотович — бригадир колхоза им. Ворошилова Прокопьевского района
27. Савенко, Гавриил Кузьмич — звеньевой колхоза «Пятилетка в 4 года» Кузнецкого района
28. Сандакова, Нина Михайловна — звеньевая колхоза «Смычка» Тяжинского района
29. Седых, Иван Илларионович — звеньевой колхоза им. Ворошилова Прокопьевского района
30. Слобода, Татьяна Антоновна — участковый агроном Прокопьевской МТС
31. Соколов, Вениамин Андреевич — тракторист Прокопьевской МТС
32. Соснина, Александра Ннконовна — звеньевая колхоза «Искра» Ленинск-Кузнецкого района
33. Сухов, Александр Иванович — агроном колхоза «Искра» Ленииск-Кузнецкого района
34. Сухова, Валентина Семёновна — бригадир колхоза «Искра» Ленинск-Кузнецкого района
35. Торгунакова, Екатерина Ивановна — звеньевая колхоза «Красный труд» Кемеровского района
36. Третьяков, Аркадий Алексеевич — бригадир тракторной бригады Прокопьевской МТС
37. Хабибулина, Екатерина Гарифульевна — звеньевая колхоза «Путь новой жизни» Мариинского района
38. Цыбулевский, Хаим Шулимович — директор Сунженской МТС
39. Чеченин, Павел Моисеевич — старший механик Сунженской МТС
40. Шевченко, Мария Моисеевна — звеньевая колхоза «Ударник полей» Промышленновского района
41. Язовский, Иван Егорович — звеньевой колхоза «Пятилетка в 4 года» Кузнецкого района

- О присвоении звания Героя Социалистического Труда работникам совхозов Министерства совхозов СССР по Кемеровской области

- За получение высоких урожаев ржи награждены:

1. Гаврилова, Антонина Васильевна — звеньевая свиноводческого совхоза «Ударник»
2. Голубев, Фёдор Никонович — звеньевой свиноводческого совхоза «Заря»
3. Петракова, Анна Степановна — звеньевая свиноводческого совхоза «Ударник»
4. Шпилёва, Прасковья Васильевна — звеньевая свиноводческого совхоза «Ударник»

- О награждении орденами и медалями работников совхозов Министерства совхозов СССР по Кемеровской области

- За получение высоких урожаев пшеницы, ржи и картофеля награждены:

1. Алексеева, Зинаида Акимовна — звеньевая молочного совхоза «Тяжинский»
2. Демидюк, Любовь Романовна — звеньевая свиноводческого совхоза «Ударник»
3. Лобанова, Анна Мартемьяновна — звеньевая Октябрьского племенного молочного совхоза
4. Морозов, Фёдор Васильевич — звеньевой свиноводческого совхоза «Ударник»
5. Прожикин, Григорий Лазаревич — звеньевой свиноводческого совхоза «Ударник»
6. Сидорова, Ирина Михайловна — звеньевая молочного совхоза «Тяжинский»

### 28 февраля
- О присвоении звания Героя Социалистического Труда передовикам сельского хозяйства Калининской области

- За за получение высоких урожаев волокна и семян льна-долгунца награждены:

1. Апышева, Анна Фёдоровна — звеньевая колхоза «Труженик» Бежецкого района
2. Варганов, Иван Иванович — бригадир колхоза «Труженик» Бежецкого района
3. Гаврилова, Александра Арсеньевна — звеньевая семеноводческого колхоза им. Ильича Бежецкого района
4. Калязина, Екатерина Матвеевна — звеньевая колхоза «Труженик» Бежецкого района
5. Королёва, Александра Тимофеевна — звеньевая семеноводческого колхоза им. Ильича Бежецкого района
6. Никитина, Анна Ивановна — звеньевая колхоза «Труженик» Бежецкого района
7. Нилова, Елизавета Ивановна — председатель семеноводческого колхоза им. Ильича Бежецкого района
8. Шипунов, Илья Михайлович — бригадир семеноводческого колхоза им. Ильича Бежецкого района

- О присвоении звания Героя Социалистического Труда передовикам сельского хозяйства Харьковской области Украинской ССР

- За получение высоких урожаев пшеницы и ржи награждены:

1. Золотухина, Устиния Романовна — звеньевая колхоза им. Фрунзе Красноградского района
2. Козак, Мария Пантелеймоновна — звеньевая колхоза им. Ленина Зачепиловского района
3. Кулик, Николай Макарович — бригадир колхоза им. Ленина Зачепиловского района
4. Лях, Василий Федорович — председатель колхоза им. Ленина Зачепиловского района
5. Махатило, Александра Андреевна — звеньевая колхоза им. Ленина Зачепиловского района
6. Олейник, Дарья Фёдоровна — звеньевая колхоза им. Ленина Зачепиловского района
7. Олефирова, Надежда Александровна — звеньевая колхоза им. Ленина Зачепиловского района
8. Охрименко, Екатерина Иосифовна — звеньевая колхоза им. Ленина Зачепиловского района
9. Подольский, Ермолай Дмитриевич — бригадир колхоза им. Ленина Зачепиловского района
10. Сорочинская, Татьяна Денисовна — звеньевая колхоза им. Ленина Зачепиловского района
11. Таратута, Агриппина Григорьевна — звеньевая колхоза им. Ленина Зачепиловского района

- О присвоении звания Героя Социалистического Труда передовикам сельского хозяйства Закарпатской области Украинской ССР

- За получение высоких урожаев подсолнечника, кукурузы и картофеля награждены:

1. Ганчев, Фёдор Иорданович — председатель колхоза им. Димитрова города Мукачево
2. Гужвай, Иван Юрьевич — звеньевой колхоза «Закарпатская правда» Мукачевского округа
3. Зварич, Гафия Дмитриевна — звеньевая колхоза им. Димитрова города Мукачево
4. Ладани, Анна Михайловна — звеньевая колхоза им. Ленина Мукачевского округа
5. Острев, Пенчо Георгиевич — звеньевой колхоза им. Димитрова города Мукачево
6. Пеев, Деньо Стоянович — звеньевой колхоза им. Димитрова города Мукачево
7. Ризов, Иордан Генчевич — звеньевой колхоза им. Димитрова города Мукачево
8. Роглев, Иосиф Христович — бригадир колхоза им. Димитрова города Мукачево
9. Рубиш, Юрий Михайлович — звеньевой колхоза им. Ленина Мукачевского округа
10. Семеняк, Илья Васильевич — бригадир колхоза им. Димитрова города Мукачево

- О присвоении звания Героя Социалистического Труда звеньевой семеноводческого совхоза «Южный» Министерства совхозов СССР в Ставропольском крае Крыжановской М. А.

- За получение высокого урожая пшеницы награждена:

- Крыжановская, Мария Аврамовна — звеньевая семеноводческого совхоза «Южный», получившая урожай пшеницы 38,2 центнера с га на площади 40 га.

- О присвоении звания Героя Социалистического Труда передовикам сельского хозяйства Запорожской области Украинской ССР

- За получение высоких урожаев пшеницы, подсолнечника и семян люцерны награждены:

1. Гончарова, Анна Михайловна — звеньевая колхоза им. Ворошилова Каменско-Днепровского района
2. Гречка, Зоя Михайловна — звеньевая колхоза им. Кагановича Верхне-Хортицкого района
3. Денисенко, Арсентий Максимович — бригадир колхоза им. Ворошилова Каменско-Днепровского района
4. Коваль, Варвара Карповна — звеньевая колхоза им. Орджоникидзе Верхне-Хортицкого района
5. Малахова, Надежда Григорьевна — звеньевая колхоза им. Ворошилова Каменско-Днепровского района
6. Сова, Вера Леонтьевна — звеньевая колхоза им. Орджоникидзе Верхне-Хортицкого района
7. Соляник, Екатерина Максимовна — звеньевая колхоза «Червоне побережье» Каменско-Днепровского района
8. Чёрная, Лидия Григорьевна — звеньевая колхоза им. Орджоникидзе Верхне-Хортицкого района

## Март

### 4 марта
- О присвоении звания Героя Социалистического Труда передовикам сельского хозяйства Московской области

- За получение высоких урожаев картофеля «при выполнении колхозом обязательных поставок и натуроплаты за работы МТС в 1948 году и засыпки семенных фондов картофеля и зерновых культур в размерах полной потребности для весеннего сева 1949 года», награждены:

1. Бобков, Михаил Иванович — бригадир колхоза «Борец» Дмитровского района
2. Бурмистров, Фёдор Алексеевич — председатель колхоза «Борец» Дмитровского района
3. Гудкова, Антонина Никитична — звеньевая колхоза «Борец» Дмитровского района
4. Гудкова, Варвара Федотовна — звеньевая колхоза «Борец» Дмитровского района
5. Гудков, Пётр Владимирович — бригадир колхоза «Борец» Дмитровского района
6. Ермакова, Агафья Петровна — звеньевая колхоза им. Будённого Можайского района
7. Кожуханцева, Анна Михайловна — звеньевая колхоза им. 3-й пятилетки Ухтомского района
8. Кожуханцева, Евдокия Фёдоровна — звеньевая колхоза им. 3-й пятилетки Ухтомского района
9. Кожуханцев, Фёдор Тимофеевич — бригадир колхоза им. 3-й пятилетки Ухтомского района
10. Лямина, Мария Егоровна — звеньевая колхоза «Борец» Дмитровского района
11. Павлов, Михаил Александрович — бригадир колхоза им. 3-й пятилетки Ухтомского района
12. Петриков, Константин Павлович — председатель колхоза им. 3-й пятилетки Ухтомского района
13. Соколова, Анна Георгиевна — звеньевая колхоза им. Красной Армии Коломенского района
14. Хренов, Иван Иванович — председатель колхоза «Труд» Загорского района
15. Царьков, Александр Семёнович — звеньевой колхоза «Труд» Загорского района
16. Шишкина, Александра Павловна — звеньевая колхоза «Борец» Дмитровского района

- О присвоении звания Героя Социалистического Труда передовикам сельского хозяйства Днепропетровской области

- За получение высоких урожаев пшеницыы, ржи, кукурузы и подсолнечника награждены:

1. Бродянко, Максим Ефимович — бригадир колхоза им. Чкалова Ново-Московского района
2. Деревянко, Анна Антоновна — звеньевая колхоза им. Чкалова Ново-Московского района
3. Зеленская, Наталья Григорьевна — звеньевая колхоза им. Чкалова Ново-Московского района
4. Зубаненко, Надежда Сергеевна — звеньевая колхоза им. Чкалова Ново-Московского района
5. Кальмус, Мария Ефимовна — звеньевая колхоза им. Фрунзе Днепропетровского района
6. Карноза, Анна Савельевна — звеньевая колхоза им. Чкалова Ново-Московского района
7. Кухарь, Надежда Николаевна — звеньевая колхоза им. Чкалова Ново-Московского района
8. Куца, Мария Ивановна — звеньевая колхоза им. Чкалова Ново-Московского района
9. Лысогора, Анна Гавриловна — звеньевая колхоза им. Чкалова Ново-Московского района
10. Плохая, Мария Ивановна — звеньевая колхоза им. Чкалова Ново-Московского района
11. Сухин, Анна Григорьевна — звеньевая колхоза им. Чкалова Ново-Московского района
12. Хоришко, Анна Петровна — звеньевая колхоза им. Чкалова Ново-Московского района
13. Щербина, Анисия Васильевна — звеньевая колхоза им. Чкалова Ново-Московского района
14. Щербина, Алексей Романович — председатель колхоза им. Чкалова Ново-Московского района

### 5 марта
- О присвоении звания Героя Социалистического Труда работникам совхозов Министерства совхозов СССР по Ростовской области

- За получение высоких урожаев пшеницы награждены:

1. Гавриленко, Феодосия Петровна — звеньевой зернового совхоза «Учебно-Опытный»
2. Дычинский, Цезарь Адольфович — агроном отделения зернового совхоза «Кагальницкий»
3. Елизарова, Зинаида Ивановна — звеньевой зернового совхоза им. Вильямса
4. Клиточенко Николай Николаевич — механик отделения зернового совхоза «Кагальницкий»
5. Молчанова, Мария Гавриловна — звеньевой зернового совхоза им. Вильямса
6. Мороз, Михаил Александрович — звеньевой зернового совхоза «Учебно-Опытный»
7. Пазюк, Иван Сергеевич — управляющий отделением зернового совхоза «Учебно-Опытный»
8. Скнарёв, Александр Григорьевич — управляющий отделением зернового совхоза «Кагальницкий»
9. Скрыпников, Иван Сидорович — управляющий отделением зернового совхоза «Кагальницкий»
10. Соломин, Михаил Осипович — управляющий отделением зернового совхоза «Гигант»
11. Шибко, Ефим Фёдорович — механик отделения зернового совхоза «Гигант»
12. Шкурко, Георгий Захарович — механик отделения зернового совхоза «Учебно-Опытный»

- О награждении орденами и медалями работников совхозов Министерства совхозов СССР по Ростовской области

- За получение высоких урожаев пшеницы награждено — 44 работника.

### 6 марта
- О награждении орденами и медалями работников совхозов Министерства совхозов СССР по Ставропольской области

- За получение высоких урожаев пшеницы награждены:

1. Иванова, Любовь Вуковоловна — звеньевая зернового совхоза «Темижбекский»
2. Коробкина, Мария Андреевна — звеньевая семеноводческого совхоза «Южный»
3. Морева, Анна Семёновна — звеньевая зернового совхоза «Темижбекский»
4. Нахалова, Александра Александровна — рабочая звена семеноводческого совхоза «Южный»
5. Олейникова, Евдокия Филипповна — звеньевая зернового совхоза «Темижбекский»
6. Олейникова, Мария Яковлевна — звеньевая зернового совхоза «Темижбекекий»
7. Петренко, Николай Петрович — бригадир полеводческой бригады семеноводческого совхоза «Южный»
8. Родимкина, Анна Сергеевна — звеньевая зернового совхоза «Темижбекекий»
9. Сапунова, Ольга Борисовна — звеньевая семеноводческого совхоза «Южный»
10. Хорольская, Галина Стефановна — звеньевая зернового совхоза «Темижбекский»
11. Черкашина, Анна Андреевна — звеньевая семеноводческого совхоза «Южный»

### 8 марта
- О присвоении звания Героя Социалистического Труда работникам совхозов Министерства совхозов СССР по Красноярскому краю

- За получение высоких урожаев пшеницы награждены:

1. Антюхов, Павел Николаевич — бригадир полеводческой бригады овцеводческого совхоза «Хакасский»
2. Ирбицкий, Леонид Акимович — тракторист молочного совхоза «Июсский»
3. Котюшев, Сидор Яковлевич — звеньевой молочного совхоза «Июсский»
4. Макаров, Иван Перфильевич — звеньевой молочного совхоза «Июсский»
5. Сафронов, Павел Владимирович — бригадир тракторной бригады овцеводческого совхоза «Хакасский»

- О награждении орденами и медалями работников совхозов Министерства совхозов СССР по Красноярскому краю

- За получение высоких урожаев пшеницы и ржи награждены:

1. Артёменко, Павел Яковлевич — звеньевой молочного совхоза «Июсский»
2. Бугаев, Василий Лазаревич — механик фермы молочного совхоза «Озёрный»
3. Дураков, Иван Аксентьевич — бригадир тракторной бригады овцеводческого совхоза «Аскизский»
4. Железняков, Иван Сергеевич — управляющий фермой молочного совхоза «Озёрный»
5. Коршакевич, Иван Степанович — старший механик овцеводческого совхоза «Хакасский»
6. Котюшева, Дарья Афанасьевна — звеньевая молочного совхоза «Июсский»
7. Курбижеков, Григорий Платонович — звеньевой молочного совхоза «Озёрный»
8. Лесовская, Екатерина Васильевна — звеньевая молочного совхоза «Июсский»
9. Мартышкина, Вера Фёдоровна — звеньевая племенного свиноводческого совхоза «Ачинский»
10. Орлов, Иосиф Иванович — управляющий фермой молочного совхоза «Озёрный»
11. Шишков, Георгий Георгиевич — старший механик овцеводческого совхоза «Аскизский»
12. Юртаев, Иван Васильевич — управляющий фермой молочного совхоза «Июсский»
13. Янгулов, Алексей Егорович — звеньевой молочного совхоза «Озёрный»

### 9 марта
- О присвоении звания Героя Социалистического Труда передовикам сельского хозяйства Молдавской ССР

- За получение высоких урожаев пшеницы и табака награждены:

1. Бостан, Мария Леонтьевна — звеньевая колхоза им. Лазо Тираспольского района
2. Возиян, Леонтий Андреевич — звеньевой колхоза «Интенсивник» Слободзейского района
3. Дорул, Вера Петровна — звеньевая колхоза «13 лет Октября» Дубоссарского района
4. Каймакан, Матвей Павлович — бригадир колхоза «13 лет Октября» Дубоссарского района
5. Лупашко, Прокопий Кириллович — звеньевой колхоза «Красный пограничник» Слободзейского района
6. Малай, Мария Ивановна — звеньевая колхоза «13 лет Октября» Дубоссарского района
7. Мицул, Анастасия Ивановна — звеньевая колхоза «13 лет Октября» Дубоссарского района
8. Нигрецкая, Анастасия Прокофьевна — звеньевая колхоза им. Сталина Слободзейского района

### 12 марта
- О присвоении звания Героя Социалистического Труда передовикам сельского хозяйства Ивановской области

- За получение высоких урожаев ржи, волокна и семян льна-долгунца награждены:

1. Антипина, Варвара Степановна — звеньевая семеноводческого колхоза «3-й решающий год пятилетки» Пучежского района
2. Зайцев, Дмитрий Михайлович — тракторист Заволжской МТС Кинешемского района
3. Останин, Константин Фёдорович — бригадир семеноводческого колхоза «3-й решающий год пятилетки» Пучежского района
4. Смирнов, Анатолий Михайлович — бригадир тракторной бригады Заволжской МТС Кинешемского района
5. Смирнов, Василий Фёдорович — председатель колхоза им. XVII партсъезда Кинешемского района

- О присвоении звания Героя Социалистического Труда передовикам сельского хозяйства Орловской области

- За получение высоких урожаев волокна и семян конопли и махорки награждены:

1. Абросимова, Екатерина Семёновна — звеньевая колхоза «Революция» Тельчинского района
2. Агеев, Сергей Алексеевич — бригадир колхоза «Ильич» Волховского района
3. Андреева, Мария Ивановна — звеньевая колхоза «Революция» Тельчинского района
4. Картошкин, Пётр Фёдорович — бригадир колхоза «Ильич» Волховского района
5. Кузина, Ирина Тихоновна — звеньевая колхоза «Ильич» Волховского района
6. Кузина, Татьяна Ивановна — звеньевая колхоза «Ильич» Волховского района
7. Купыльская, Анна Васильевна — звеньевая семеноводческого колхоза «Власть труда» Кромского района
8. Суровцева, Мария Фёдоровна — звеньевая колхоза «20 лет Октября» Елецкого района
9. Филимонова, Екатерина Петровна — звеньевая семеноводческого колхоза «Власть труда» Кромского района

- О присвоении звания Героя Социалистического Труда звеньевой колхоза «Сталинский путь» Струсовского района Тернопольской области Украинской ССР Кошель С. А.

- За получение высокого урожая пшеницы награждена:

- Кошель, Степанида Александровна — звеньевая колхоза «Сталинский путь» Струсовского района

- О присвоении звания Героя Социалистического Труда звеньевой колхоза нм. Чапаева Мало-Девицкого района Черниговской области Украинской ССР Плющ А. В.

- За получение высокого урожая семян клевера награждена:

- Плющ, Анна Васильевна — звеньевая колхоза им. Чапаева Мало-Девицкого района

### 14 марта
- О присвоении звания Героя Социалистического Труда передовикам сельского хозяйства Нахичеванской АССР

- За получение высоких урожаев табака награждены:

1. Велиева, Хаса Джагангир кызы — звеньевая колхоза им. Карла Маркса Норашенского района
2. Исмаилов, Рза Паша оглы — звеньевой колхоза «Красный Октябрь» Норашенского района
3. Кулиева, Нураста Багир кызы — звеньевой колхоза им. Карла Маркса Норашенского района
4. Мамедов, Гамид Джафар оглы — звеньевой колхоза им. Азизбекова Норашенского района
5. Мамедов, Гасан Мамед Гусейн оглы — звеньевой колхоза им. Багирова Норашенского района
6. Тагиев, Адил Джалил оглы — звеньевой колхоза им. Азизбекова Норашенского района

### 16 марта
- О присвоении звания Героя Социалистического Труда звеньевой колхоза «Ленинский путь» Мухтаровой К. П.

- За получение высоких урожаев волокна и семян льна-долгунца награждены:

- Мухтарова, Ксения Петровна — звеньевая семеноводческого колхоза «Ленинский путь» Гжатского района Смоленской области

- О присвоении звания Героя Социалистического Труда звеньевому колхоза «Федяково» Герасимову М. Г.

- За получение высоких урожаев волокна и семян льна-долгунца награждён:

- Герасимов, Михаил Герасимович — звеньевой колхоза «Федяково» Бежаницкого района Великолукской области

- О награждении министра пищевой промышленности СССР тов. Зотова В. И.

- В связи с 50-летием со дня рождения и принимая во внимание его заслуги перед государствомЗа «успешное выполнение заданий Правительства по выпуску цемента для нужд народного хозяйства» и в связи с 50-летием, награждён:

- министр пищевой промышленности СССР тов. Зотов, Василий Петрович

- О награждении орденами и медалями работников хлопчатобумажной фабрики «Вождь пролетариата» Министерства лёгкой промышленности РСФСР

- За «успешное выполнение заданий Правительства по выпуску тканей для нужд народного хозяйства» и в связи с исполнившимся 100-летием хлопчатобумажной фабрики «Вождь пролетариата» Министерства лёгкой промышленности РСФСР награждены:

1. Астафьев, Алексей Иванович — слесарь-бригадир ткацкой фабрики
2. Краснова, Евдокия Павловна — банкаброшница
3. Кузнецова, Мария Андреевна — помощник мастера ткацкой фабрики
4. Лаврентьева, Степанида Ивановна — инструктор прядильной фабрики
5. Петрашов, Владимир Степанович — помощник мастера ткацкой фабрики
6. Смирнов, Сергей Сергеевич — механик механо-ткацкой фабрики

- О награждении Амвросиевского цементного завода № 1 Министерства промышленности строительных материалов СССР

- За «успешное выполнение заданий Правительства по выпуску цемента для нужд народного хозяйства» и в связи с 50-летием, награждён:

- Амвросиевский цементный завод № 1 Министерства промышленности строительных материалов СССР

- О награждении орденами и медалями рабочих, инжерно-технических работников и служащих Амвросиевского цементного завода Министерства промышленности строительных материалов СССР

- За «успешное выполнение Амвросиевским цементным заводом заданий Правительства по обеспечению строек народного хозяйства цементом» и в связи с 50-летием завода награждены:

1. Вощенко, Трофим Васильевич — бригадир электриков
2. Ивлиев, Борис Афанасьевич — директор завода
3. Кусуров, Cергей Андреевич — секретарь Aмвросиеского райкома КП(б)У
4. Никулин, Константин Васильевич — начальник Главзападцемента
5. Обойщик, Василий Моисеевич — начальник завода
6. Сидоченко, Иван Михайлович — парторг ВКП(б) на Амвросиевском цементном заводе

- О награждении Глуховского хлопчатобумажного комбината имени Ленина Министерства лёгкой промышленности СССР

- За «успешное выполнение задании Правительства по выпуску тканей для нужд народного хозяйства» и в связи с исполнившимся 100-летием, награждён:

- Глуховской хлопчатобумажный комбинат имени Ленина Министерства лёгкой промышленности СССР

- О награждении орденами и медалями работников Глуховского хлопчатобумажного комбината имени Ленина Министерства лёгкой промышленности СССР

- За «успешное выполнение заданий Правительства по выпуску тканей для нужд народного хозяйства» и в связи с исполнившимся 100-летием Глуховского хлопчатобумажного комбината имени Ленина Министерства лёгкой промышленности СССР награждены:

1. Ананьева, Любовь Ивановна — ватерщица
2. Лукина, Екатерина Степановна — ватерщица
3. Орлова, Вера Георгиевна — ватерщица
4. Соколов, Константин Леонтьевич — помощник мастера
5. Спорышев, Анатолий Михайлович — главный инженер комбината
6. Степанов, Фёдор Павлович — директор бумагопрядильной фабрики комбината

- О награждении строительной организации «Мосгазстрой» Московского Совета

- За «успешное выполнение заданий Правительства по газификации жилых домов, строительству газовых сетей и сооружений в г. Москве», награждена:

- Строительная организация «Мосгазстрой» Московского Совета

- О награждении орденами и медалями работников строительных организаций и предприятий Московского Совета и ведомств, особо отличившихся в проведении работ по газификации г. Москвы

- За «успешное выполнение заданий Правительства по газификации жилых домов, строительству газовых сетей и сооружений в г. Москве» награждены — 75 человек, в том числе:

1. Астафьев, Александр Васильевич — начальник жилищного управления Московского Совета
2. Барышников, Алексей Иванович — начальник конструкторского бюро завода «Газоаппарат»
3. Боксерман, Юлий Израилевич — начальник Управления газопровода Саратов—Москва
4. Бондаренко, Николай Иванович — управляющий трестом «Саратовгаз»
5. Булатов, Иван Михайлович — производитель работ треста «Мосгазсетьстрой»
6. Быков, Пётр Иванович — начальник конторы второго треста «Мосгазстрой»
7. Винокуров, Дмитрий Михайлович — начальник конторы треста «Мосгаз»
8. Голованов, Михаил Петрович — производитель работ четвертого треста «Мосгазстрой»
9. Голодов, Георгий Алексеевич — начальник управления газового хозяйства Московского Совета
10. Жуков, Александр Фёдорович — заместитель главного инженера института «Мосгазпроект»
11. Заседателев, Борис Николаевич — начальник управления «Мосгазстрой»
12. Золотов, Сергей Дмитриевич — управляющий трестом «Мосгазстройснаб»
13. Иванов, Александр Корнилович — главный инженер Главнефтегаза
14. Кабаков, Виктор Михайлович — заместитель председателя городской плановой комиссии.
15. Кац, Макс Давыдович — главный инженер треста «Мосгаз»
16. Козлов, Николай Алексеевич — начальник отдела жилищного управления Московского Совета
17. Колотыркин, Иван Михайлович — секретарь Московского городского комитета ВКП(б)
18. Кулешов, Григорий Никитович — управляющий вторым трестом «Мосгазстрой»
19. Кутуков, Александр Иванович — управляющий Саратовским трестом геологоразведочных и буровых работ
20. Лисин, Соломон Григорьевич — начальник Московского управления треста «Стальмонтаж» Министерства строительства предприятий тяжёлой индустрии
21. Муравьёв, Игорь Николаевич — главный инженер управления «Мосгазстрой»
22. Панов, Дмитрий Иванович — секретарь Москворецкого районного комитета ВКП(б) г. Москвы
23. Пецка, Франц Иосифович — начальник конторы пятого треста «Мосгазстрой»
24. Плотников, Николай Петрович — заместитель председателя Московского Совета, бывший начальник управления «Мосгазстрой»
25. Руднев, Алексей Викторович — производитель работ седьмого треста «Мосгазстрой»
26. Смекалин, Иван Васильевич — начальник технического отдела управления газового хозяйства Московского Совета
27. Сугробов, Александр Владимирович — производитель работ третьего треста «Мосгазстрой»
28. Уханов, Александр Львович — председатель Фрунзенского райисполкома г. Москвы
29. Фадеев, Яков Семёнович — производитель работ шестого треста «Мосгазстрой»
30. Фистов, Дмитрий Ильич — начальник цеха завода «Искра»
31. Хабаров, Алексей Михайлович — главный инженер завода «Газоаппарат»
32. Хроменков, Михаил Тимофеевич — начальник конторы второго треста «Мосгазстрой»
33. Черняк, Самуил Шлёмович — парторг МГК ВКП(б) управления «Мосгазстрой»
34. Чукаев, Семён Сергеевич — директор Московского газового завода
35. Шейнин, Михаил Абрамович — директор завода «Газоаппарат»
36. Шушковский, Лазарь Савельевич — управляющий седьмым трестом «Мосгазстрой»
37. Щукин, Василий Андреевич — конструктор завода «Газоприбор»

### 19 марта
- О награждении действительного члена Академия наук Украинской ССР Юрьева В. Я.

- За «выдающиеся заслуги в области селекции колосовых культур и кукурузы» и в связи 70-летием со дня рождения и 40-летием научной деятельности наградить награждён:

- действительный член Академии наук Украинской ССР Юрьев, Василий Яковлевич

### 20 марта
- О присвоении звания Героя Социалистического Труда передовикам сельского хозяйства Новосибирской области

- За получение высоких урожаев волокна и семян льна-долгунца и картофеля награждены:

1. Алабугина, Анна Алексеевна — звеньевая семеноводческого колхоза «Союз строителей» Ояшинского района
2. Банникова, Васса Ивановна — звеньевая семеноводческого колхоза «Льновод» Маслянинского района
3. Васютин, Степан Иванович — председатель колхоза «Красный партизан» Новосибирского района
4. Воронова, Серафима Евгеньевна — звеньевая семеноводческого колхоза «Союз строителей» Ояшинского района
5. Зебров, Тимофей Никитич — звеньевой колхоза «Красный партизан» Новосибирского района
6. Иванова, Ирина Фёдоровна — звеньевая семеноводческого колхоза «Союз строителей» Ояшинского района
7. Косых, Николай Егорович — председатель семеноводческого колхоза «Льновод» Маслянинского района
8. Куклин, Александр Константинович — председатель семеноводческого колхоза «Союз строителей» Ояшинского района
9. Мясоедов, Василий Ильич — звеньевой колхоза «Красный партизан» Новосибирского района
10. Охалина, Анна Николаевна — звеньевая семеноводческого колхоза «Льновод» Маслянинского района
11. Проскоков, Николай Александрович — бригадир семеноводческого колхоза «Союз строителей» Ояшинского района
12. Родионов, Василий Сергеевич — бригадир колхоза «Красный napтизан» Новосибирского района
13. Родникова, Анна Андреевна — звеньевой семеноводческого колхоза «Льновод» Маслянинского ранона
14. Рябчиков, Пётр Алексеевич — звеньевой колхоза «Красный партизан» Новосибирского района
15. Хоронько, Сергей Леонтьевич — бригадир тракторной бригады Заобской МТС Новосибирского района

- О награждении орденами и медалями работников совхозов Министерства совхозов СССР по Воронежской, Московской, Орловской, Смоленской и Ярославской областям

- За получение высоких урожаев пшеницы, ржи и картофеля награждены:

- Нагина, Пелагея Ефремовна — звеньевая зернового совхоза «Воробьёвский» Воронежской области

### 21 марта
- О присвоении звания Героя Социалистического Труда передовикам сельского хозяйства Одесской области Украинской ССР

- За получение высоких урожаев пшеницы награждены:

1. Березовская, Серафима Савельевна — звеньевая колхоза им. Будённого Березовского района
2. Бовкун, Анна Павловна — звеньевая колхоза «Пятилетка в 4 года» Любашевского района
3. Бойченко, Нина Захаровна — звеньевая колхоза им. Будённого Березовского района
4. Ведута, Ефросиния Ивановна — звеньевая колхоза им. Будённого Березовского района
5. Дубенко, Прасковья Романовна — звеньевая колхоза им. Октябрьской революции Одесского района
6. Карлюга, Евгения Кирилловна — звеньевая колхоза им. Ленина Первомайского района
7. Козин, Анна Афанасьевна — звеньевая колхоза им. Будённого Березовского района
8. Коломейченко, Дмитрий Акимович — бригадир колхоза «Пятилетка в 4 года» Любашевского района
9. Коломейченко, Елена Евстратьевна — звеньевая колхоза «Пятилетка в 4 года» Любашевского района
10. Лукияненко, Надежда Фёдоровна — звеньевая колхоза «Пятилетка в 4 года» Любашевского района
11. Любинская, Ольга Ивановна — звеньевая колхоза «Пятилетка в 4 года» Любашевского района
12. Посмитный, Макар Анисимович — председатель колхоз им. Будённого Березовского района
13. Смелянец, Вера Гавриловна — звеньевая колхоза им. Ленина Первомайского района
14. Стоянова, Степанида Николаевна — звеньевая колхоза им. Будённого
15. Черняк, Иван Ануфриевич — бригадир колхоза им. Будённого Березовского района

- О присвоении звания Героя Социалистического Труда звеньевому хлопкового совхоза им. Кирова Министерства совхозов СССР в Таджикской ССР Маткаримову Т.

- За получение высокого урожая хлопка награждён:

- звеньевой хлопкового совхоза им. Кирова Министерства совхозов СССР в Таджикской ССР Маткаримов, Туйчи

### 22 марта
- О награждении орденами и медалями работников промышленности, сельского хозяйства, науки, культуры и искусства Башкирской АССР

- В связи с тридцатилетней годовщиной Башкирской АССР и достигнутыми успехами в развитии народного хозяйства, науки, культуры и искусства награждены:

1. Алексеев, Пётр Васильевич — председатель колхоза «Новая деревня» Стерлитамакского района
2. Алтынов, Муртаза — заведующий конетоварной фермой колхоза «Ургуц» Учалинского района
3. Андреева, Зоя Яковлевна — звеньевая колхоза «Комсомолец» Миякинского района
4. Апзапаров, Насыр Апзапарович — звеньевой колхоза «Уран» Бураевского района
5. Балабанова, Анна Осиповна — звеньевая колхоза «Ленинский Октябрь» Бирского района
6. Баранов, Ефрем Харитонович — первый секретарь Туймазинского райкома ВКП(б)
7. Вагапов, Сабир Ахмедьянович — первый секретарь Башкирского обкома ВКП(б)
8. Валеев, Шаякбар Шайбакович — председатель колхоза «Курмантау» Гафурийского района
9. Гамаюров, Василий Потапович — старший механик Аслыкульской МТС
10. Гареев, Нургалей Минигалеевич — первый секретарь Гафурийского райкома ВКП(б)
11. Гарипов, Мухаметнур Гарипович — комбайнер Абдрезяковской МТС
12. Зарафутдинов, Талип Зарафутдинович — председатель колхоза «Первый Байкибаш» Байкибашевского района
13. Зиязов, Загит Зиязович — бригадир тракторной бригады Байгузинской МТС
14. Зубаиров, Мухтар Салахтдинович — председатель колхоза «Красный герой» Стерлитамакского района
15. Зубаиров, Абдуламин Фахреевич — заслуженный артист РСФСР и народный артист Башкирской АССР
16. Иванов, Николай Иванович — председатель исполкома Бирского райсовета депутатов трудящихся
17. Игишев, Сулейман Мухамедьянович — председатель колхоза нм. Фрунзе Баймакского района
18. Идрисов, Тавтизан Исмагилович — табунщик колхоза «Красный партизан» Баймакского района
19. Иштыганов, Искибай Иштыганович — председатель колхоза «Сеятель» Калтасинского района
20. Кадыров, Имам-Гали Галимович — заведующий кафедрой хирургии профессора Башкирского медицинского института
21. Калюжный, Илья Михайлович — заведующий фермой колхоза «Ленинская победа» Альшеевского района
22. Кальметьев, Хикметулла Зайнуллович — конюх колхоза «Куч» Буздякского района
23. Камалова, Нагима Камадовна — доярка колхоза им. Ишбердина Салаватского района
24. Каримов, Хайруш Ямалетдинович — председатель исполкома Янаульского райсовета депутатов трудящихся
25. Кинзебулатов, Раис Гумерович — слесарь завода строительных машин г. Стерлитамак
26. Кирилюк, Калистрат Антонович — председатель колхоза им. Ворошилова Иглинского района
27. Ковин, Дмитрий Яковлевич — заведующий конетоварной фермой колхоза им. 18 партсъезда Аскинского района
28. Котова, Аграфена Николаевна — колхозница колхоза им. Чапаева Бирского района
29. Крупеня, Василий Никитич — первый секретарь Стерлитамакского райкома ВКП(б)
30. Кудряшёв, Игнатий Иванович — лесовоз Верхне-Авзянского леспромхоза Белорецкого района
31. Кузнецов, Павел Васильевич — директор треста зерносовхозов
32. Лукманов, Сабир Закирьянович — министр здравоохранения
33. Мингажев, Гималетдин Мингажевич — заслуженный артист РСФСР и народный артист Башкирской АССР
34. Миндиярова, Шамсия Ахметзакировна — свинарка колхоза «Янги-Тан» Туймазинского района
35. Михайлов, Александр Яковлевич — председатель колхоза «Красный пахарь» Аургазинского района
36. Мубаряков, Араслан Кутлуахметович — заслуженный артист РСФСР
37. Надёжкин, Григорий Нестерович — председатель колхоза им. Тимирязева Буздякского района
38. Назыров, Усман Габдуллович — председатель колхоза «Марс» Кармаскалинского района
39. Нигмаджанов, Гильман Вильданович — председатель Президиума Верховного Совета Башкирской АССР
40. Олиференко, Иван Филиппович — председатель колхоза «Украина» Стеллитамакского района
41. Перевалова, Елена Ивановна — заведующая фермой колхоза «Новая жизнь» Караидельского района
42. Прокудин, Николай Васильевич — председатель колхоза «Завет Ильича» Уфимского района
43. Рогачёв, Захар Борисович — бригадир тракторной бригады Давлекановской МТС
44. Рудольф, Эльза Карловна — телятница колхоза «Путь Ленина» Иглинского района
45. Русанов, Афанасий Сергеевич — первый секретарь Бирского райкома ВКП(б)
46. Савенко, Фёдор Каленикович — председатель колхоза «Маяк» Уфимского района
47. Сагадеев, Камал Хуснутдинович — председатель колхоза «Юлдуз» Гафурийского района
48. Саламатина, Инна Никандровна — звеньевая колхоза им. Антонов, Алыпеевского района
49. Сафина, Асия Сафиновна — звеньевая колхоза «Урал» Янаульского района
50. Сахапова, Марфуга Галлямовна — звеньевая семенного участка колхоза им. 8 марта Аскинского района
51. Соколов, Александр Яковлевич — врач-хурург Белебеевской райбольницы
52. Суроваткина, Александра Трофимович — председатель колхоза им. Гузанова Салаватского района
53. Токарев, Евлампий Тимофеевич — комбайнер Шариповской МТС
54. Токарева, Александра Лукьяновна — колхозница колхоза «Путь Ленина» Бирского района
55. Уразбаев, Насыр Рафикович — председатель Совета Министров Башкирской АССР
56. Фазлитдинова, Фатима Фазлитдиновна — бригадир тракторной бригады Баишевской МТС
57. Хусаинова, Фарзана Лутфулловна — звеньевая колхоза «Идель» Кармаскалинского района
58. Хусаинова, Закира Гарифулловна — звеньевая колхоза «Янгильды» Гафурийского района
59. Чуева, Анна Николаевна — звеньевая колхоза «Золотой колос» Куюргазинского района
60. Шакиров, Ямалтдин Шакирович — председатель колхоза «Азат» Янаульского района
61. Шаякберов, Фазрей Ахметович — старший гуртоправ Демского совхоза
62. Юмагузин, Миннигуж Мухаметхазиевич — председатель колхоза им. III Интернационала Макаровского района
63. Яценко, Афанасий Денисович — председатель колхоза «Безбожник» Кандринского района

### 24 марта
- О присвоении звания Героя Социалистического Труда передовикам сельского хозяйства Ростовской области

- За получение высокого урожая пшеницы награждены:

1. Калмыков, Пётр Васильевич — бригадир колхоза им. Чапаева Целинского района
2. Полторацкий, Федот Федотович — бригадир тракторной бригады Ольшанской МТС Целинского района

### 26 марта
- О присвоении звания Героя Социалистического Труда передовикам сельского хозяйства Сталинской области Украинской ССР

- За получение высоких урожаев пшеницы награждены:

1. Белозуб, Лидия Петровна — звеньевая колхоза «Червона хвиля» Красноармейского района
2. Звагольская, Екатерина Акимовна — звеньевая колхоза «Червона хвиля» Красноармейского района
3. Мастепан, Ульяна Степановна — звеньевая колхоза «Червоный партизан» Волновахского района
4. Плахотин, Иван Романович — председатель колхоза «Червона хвиля» Красноармейского района

- О награждении орденами и медалями работников Министерства внутренних дел СССР, Министерства государственной безопасности СССР И Министерства финансов СССР

- За «образцовое выполнение заданий Правительства» награждены:

1. полковник Баулин, Николай Яковлевич
2. Гусев, Сергей Иванович
3. капитан интендантской службы Дмитриев, Николай Афанасьевич
4. капитан Медведев, Андрей Антонович
5. подполковник Негинский Онисик Евсеевич
6. подполковник Свинарёв, Василий Алексеевич
7. генерал-лейтенант Спиридонов, Николай Кириллович
8. Турок, Израиль Исаакович

- О награждении ледокола «Ермак»

- За «успешную работу по проводке во льдах морских судов, особенно по трассе Северного морского пути, проделанную первым русским ледоколом „Ермак“, и в связи с 50-летием со дня его постройки» награждён:

- ледокол «Ермак» Главсевморпути при Совете Министров СССР

- О награждении орденами и медалями личного состава команды ледокола «Ермак»

- В связи с 50-летием работы ледокола «Ермак» награждены за долголетнюю и безупречную работу на этом ледоколе:

1. Кабачков, Сергей Епифанович — старший кочегар
2. Константинов, Евгений Евгеньевич — дублёр старшего механика
3. Поляков, Илья Васильевич — второй механик
4. Сорокин, Михаил Яковлевич — капитан ледокола

- О награждении орденами и медалями работников строительства Сухумской гидроэлектростанции Министерства электростанций

- За успешное выполнение заданий Правительства по строительству в трудных условиях и пуску в эксплуатацию Сухумской высоконапорной гидроэлектростанции Министерства электростанций:

1. Норидзе, Шота Леонтьевич — бетонщик
2. Корчиц, Вячеслав Константинович — начальник участка
3. Мгебришвили Ираклий Михайлович — начальник участка
4. Мгеладзе, Акакий Иванович — первый секретарь Абхазского обкома КП(б) Грузии
5. Чоговадзе, Георгий Ираклиевич — начальник строительства

### 28 марта
- О присвоении звания Героя Социалистического Труда бригадиру колхоза «Чирвоная змена» Любаньского района Бобруйской области Белорусской ССР Шаплыко А. А.

- За получение высокого урожая кок-сагыза «при выполнении планового сбора и сдачи государству корней и кондиционных семян кок-сагыза», награждена:

- Шаплыко, Александра Александровна — бригадир колхоза «Чирвоная змена» Любаньского района Бобруйской области Белорусской ССР Шаплыко А. А.

- О присвоении звания Героя Социалистического Труда передовикам сельского хозяйства Сталинской области Украинской ССР

- За получение высоких урожаев ржи, волокна и семян льна-долгунца награждены:

1. Авсеенко, Лидия Васильевна — звеньевая колхоза им. Кирова Могилёвского района Могилёвской области
2. Авсеенко, Пелагея Максимовна — звеньевая колхоза им. Кирова Могилёвского района Могилёвской области
3. Глядченко, Иван Артёмович — бригадир семеноводческого колхоза «Интернационал» Лиозненского района Витебской области
4. Горецкая, Анна Савельевна — звеньевая колхоза «Россоны» Россонского района Полоцкой области
5. Колола, Прасковья Лазаревна — звеньевая колхоза «Большевик» Любчанского района Барановичской области
6. Лесничая, Ефросинья Павловна — звеньевая семеноводческого колхоза «Профинтерн» Дриссенского района Полоцкой области
7. Петровская, Раиса Никифоровна — звеньевая колхоза «Красный партизан» Ветринского района Полоцкой области
8. Рудницкая, Надежда Кирилловна — звеньевая колхоза им. Куйбышева Бобруйского района Бобруйской области
9. Эзерин, Мария Андреевна — звеньевая семеноводческого колхоза «Интернационал» Лиозненского района Витебской области

- О присвоении звания Героя Социалистического Труда передовикам сельского хозяйства Ярославской области

- За получение высоких урожаев волокна и семян льна-долгунца награждены:

1. Мурашов, Николай Семёнович — бригадир колхоза «Новый путь» Брейтовского района
2. Румянцева, Мария Андреевна — звеньевая колхоза «Красный льновод» Некоузского района

- О награждении писателя Гулиа Д. И.

- В связи с 75-летием со дня рождения и «за долголетнюю плодотворную литературную деятельность» награждён:

- писатель Гулиа, Дмитрий Иосифович

### 29 марта
- О награждении товарища Берия Л. П.

- В связи с 50-летием со дня рождения и «принимая во внимание его выдающиеся заслуги перед коммунистической партией и советским народом» награждён:

- заместитель Председателя Совета Министров СССР товарищ Берия, Лаврентий Павлович ≠

### 30 марта
- О присвоении звания Героя Социалистического Труда работникам совхозов Министерства совхозов СССР по Белорусской ССР

- За получение высоких урожаев ржи и клевера награждены:

1. Веленько, Николай Леонтьевич — бригадир полеводческой бригады совхоза «Вольно-Чернихово»
2. Дубина, Владимир Васильевич — звеньевой молочного совхоза «Красная Звезда»
3. Качерга, Василий Михаилович — звеньевой совхоза «Вольно-Чернихово»
4. Матейко, Владимир Петрович — звеньевой молочного совхоза «Красная звезда»
5. Новик, Василий Лукьянович — звеньевой молочного совхоза «Красная звезда»
6. Светлик, Николай Людвигович — звеньевой совхоза «Вольно-Чернихово»

- О награждении орденами и медалями работников совхозов Министерства совхозов СССР по Белорусской ССР

- За получение высоких урожаев ржи, клевера и картофеля награждены:

1. Бурбуть, Александр Лаврентьевич — рабочий звена молочного совхоза «Красная звезда»
2. Викторович, Станислава Адамовна — рабочая звена совхоза «Вольно-Чернихово»
3. Гришкевич, Фёдор Антонович — звеньевой молочного совхоза «Любань»
4. Новик, Станислав Лукич — рабочего звена очного совхоза «Красная Звезда»

### 31 марта
- О награждении орденами и медалями работников партийного и советского актива, специалистов сельского хозяйства и работников заготовительных органов Красноярского края

- За «успехи, достигнутые в деле расширения посевных площадей, особенно по яровой пшенице, повышения урожайности в колхозах и совхозах, выполнения плана хлебозаготовок и обеспечения собственными семенами на весенний сев 1949 года» награждены:

1. Аристов, Аверкий Борисович — первый секретарь Красноярского крайкома ВКП(6)
2. Гончаренко, Сергей Степанович — председатель исполнительного комитета Хакасского областного Совета депутатов трудящихся
3. Карпенко, Михаил Пантелеевич — началъник краевого управления сельского хозяйства
4. Колущинский, Евгений Петрович — председатель исполнительного комитета Красноярского краевого Совета депутатов трудящихся
5. Немежиков, Тарас Николаевич — секретарь Хакасского областного комитета ВКП(б)
6. Пищулин, Виктор Иванович — секретарь краевого комитета ВКП(б)

## Июнь

### 20 июня
- О награждении за выслугу лет в Красной Армии

- За «долголетнюю и безупречную службу в Вооруженных силах СССР»

## Октябрь

### 29 октября
- О присвоении звания Героя Социалистического Труда научным, инженерно-техническим и руководящим работникам научно-исследовательских, конструкторских организаций и промышленных предприятий (Не подлежит опубликованию)

- За «исключительные заслуги перед государством при выполнении специального задания» награждено — 33

- О награждении научных, инженерно-технических работников, наиболее отличившихся при выполнении специального задания правительства (Не подлежит опубликованию)

- За «успешное выполнение специального задания правительства» награждено — 260

- О награждении заместителя Председателя Совета Министров СССР, Героя Социалистического Труда товарища Берия Л. П. орденом Ленина (Не подлежит опубликованию)

- За «организацию дела производства атомной энергии и успешное завершение испытания атомного оружия» награждён:

- Берия, Лаврентий Павлович — заместитель Председателя Совета Министров СССР

## Декабрь

### 20 декабря
- О награждении товарища Иосифа Виссарионовича Сталина

- В связи с семидесятилетием со дня рождения и учитывая «исключительные заслуги в деле укрепления и развития Союза Советских Социалистических Республик, строительстве коммунизма в нашей стране, организации разгрома немецко-фашистских захватчиков и японских империалистов, а также в деле восстановления и дальнейшего подъёма народного хозяйства СССР в послевоенный период», награждён:

- Сталин, Иосиф Виссарионович